# Чемпіонат Анголи з футболу
Жирабола (порт. Girabola) — змагання з футболу з-поміж клубів Анголи, в ході якого визначається чемпіон країни й представники міжнародних клубних змагань. Перший розіграш Жираболи стартував 8 грудня 1979 року.

## Історія

### До здобуття незалежності
Фактично перший чемпіонат Анголи з футболу відбувся 1965, за десять років до здобуття Анголою незалежності. Першим чемпіоном країни став клуб «Атлетіку де Луанда», що зараз відомий як «Атлетіку Авіасан». Потім «Авіатори» розвинули свій успіх шляхом перемоги в наступних трьох чемпіонатах. З 1969 по 1971 найкращим клубом країни ставав «Ідепенденте». З 1972 по 1974 чемпіонство країни вигравали три різні клуби, а в рік здобуття незалежності чемпіонат взагалі було скасовано.

### Після здобуття незалежності
Наступний розіграш першості Анголи — перший чемпіонат незалежної Анголи — відбувся 1979, його переможцем став один із грандів ангольського футболу — клуб «Примейру де Агошту» з Луанди. Всього на рахунку цього клубу дев'ять титулів чемпіонів Анголи. До інших грандів, з яких складається так звана «велика трійка» клубів Анголи, належать столичний рекордсмен країни за кількістю здобутих титулів (15) «Петру Атлетіку» та «Атлетіку Авіасан (Луанда)», який після здобуття Анголою незалежності додав до попередніх ще три чемпіонських звання.
Всього за тридцять розіграшів Ґіраболи чемпіонами країни встигли побувати шість клубів. Окрім вище вказаних «титанів», на рахунку яких загалом 26 титулів, чемпіонами країни вдалося по одному разу стати «Інтеру», який здобув 27-й чемпіонський титул до числа столичних клубів, «Саграда Есперанса» з маленького містечка Дундо, а також двічі «золото» Ґіраболи дісталося бенгельському «Прімейру де Маю».

## Формат Прем'єр-ліги
Чемпіонат традиційно відбувається в період з лютого/березня — по жовтень/листопад. Кількість команд-учасниць до 2000 постійно коливалась, з 2000 й на даний момент кількість команд-учасниць становить 14. Всі команди-учасниці проводять по 26 матчів за сезон, двічі зустрічаються з кожною із команд (вдома/на виїзді). За перемогу нараховуються три очки, за нічию — одне. Чемпіон країни та срібний призер здобувають право на участь в Лізі чемпіонів КАФ, команда, яка здобула бронзові нагороди та переможець Кубку Анголи — до Кубку Конфедерації КАФ. До Гіра Ангола автоматично потрапляють три найгірші команди за підсумками сезону.

## Переможці

### Доколоніальний чемпіонат
| - 1941 : Спортінг (Луанда) - 1942 : Спортінг (Луанда) - 1943 : Бенфіка (Бенгела) - 1944 : Спортінг (Луанда) - 1945 : Катумбела - 1946 : Спортінг (Луанда) - 1947 : Спортінг (Луанда) - 1948 : невідомо - 1949 : невідомо - 1950 : невідомо - 1951 : Ферровіаріу (Уамбо) - 1952 : Португал ді Бенгела - 1953 : Ферровіаріу (Луанда) - 1954 : Лобіту - 1955 : Спортінг (Луанда) - 1956 : Спортінг (Луанда) - 1957 : Ферровіаріу (Луанда) - 1958 : Катумбела | - 1959 : Португал ді Бенгела - 1960 : Португал ді Бенгела - 1961 : Португал ді Бенгела - 1962 : Ферровіаріу (Луанда) - 1963 : Спортінг (Луанда) - 1964 : Португал ді Бенгела - 1965 : Атлетіку де Луанда - 1966 : Атлетіку де Луанда - 1967 : Атлетіку де Луанда - 1968 : Атлетіку де Луанда - 1969 : Індепенденте ду Томбва - 1970 : Індепенденте ду Томбва - 1971 : Індепенденте ду Томбва - 1972 : Шпорт Нова Лісбоа та Бенфіка - 1973 : ФК ду Мошико - 1974 : Феррувіаріу де Нова Лісбоа - 1975 : скасований |

### Чемпіонат незалежної Анголи
| - 1979 : Примейру де Агошту - 1980 : Примейру де Агошту - 1981 : Примейру де Агошту - 1982 : Петру Атлетіку - 1983 : Прімейру де Маю - 1984 : Петру Атлетіку - 1985 : Прімейру де Маю - 1986 : Петру Атлетіку - 1987 : Петру Атлетіку - 1988 : Петру Атлетіку - 1989 : Петру Атлетіку - 1990 : Петру Атлетіку - 1991 : Примейру де Агошту - 1992 : Примейру де Агошту - 1993 : Петру Атлетіку - 1994 : Петру Атлетіку - 1995 : Петру Атлетіку - 1996 : Примейру де Агошту - 1997 : Петру Атлетіку | - 1998 : Примейру де Агошту - 1999 : Примейру де Агошту - 2000 : Петру Атлетіку - 2001 : Петру Атлетіку - 2002 : Атлетіку Авіасан - 2003 : Атлетіку Авіасан - 2004 : Атлетіку Авіасан - 2005 : Саграда Есперанса - 2006 : Примейру де Агошту - 2007 : Інтер - 2008 : Петру Атлетіку - 2009 : Петру Атлетіку - 2010 : Інтер - 2011 : Рекреатіву ду Ліболу - 2012 : Рекреатіву ду Ліболу - 2013 : Кабушкорп - 2014 : Рекреатіву ду Ліболу - 2015 : Рекреатіву ду Ліболу |

## Чемпіонські титули

### Доколоніальний чемпіонат
| Команда                      | Чемпіонств | Роки чемпіонств                                |
| ---------------------------- | ---------- | ---------------------------------------------- |
| Спортінг (Луанда)            | 8          | 1941, 1942, 1944, 1946, 1947, 1955, 1956, 1963 |
| Португал ді Бенгела          | 5          | 1952, 1959, 1960, 1961, 1964                   |
| Атлетіку де Луанда           | 4          | 1965, 1966, 1967, 1968                         |
| Індепенденте ду Томбва       | 3          | 1969, 1970, 1971                               |
| Ферровіаріу (Луанда)         | 3          | 1953, 1957, 1962                               |
| Ферровіаріу (Уамбо)          | 2          | 1951, 1974                                     |
| Катумбела                    | 2          | 1945, 1958                                     |
| Рекреатіву да Каала          | 1          | 1975                                           |
| ФК ду Мошико                 | 1          | 1973                                           |
| Шпорт Нова Лісбоа та Бенфіка | 1          | 1972                                           |
| Лобіту                       | 1          | 1954                                           |
| Бенфіка (Бенгела)            | 1          | 1943                                           |

### Чемпіонат незалежної Анголи
| Клуб                 | Кіл-ть перемог | Переможні роки                                                                               |
| -------------------- | -------------- | -------------------------------------------------------------------------------------------- |
| Петру Атлетіку       | 15             | 1982, 1984, 1986, 1987, 1988, 1989, 1990, 1993, 1994, 1995, 1997, 2000, 2001, 2008, 2009     |
| Примейру де Агошту   | 9              | 1979, 1980, 1981, 1991, 1992, 1996, 1998, 1999, 2006                                         |
| Рекреатіву ду Ліболу | 4              | 2011, 2012, 2014, 2015                                                                       |
| Атлетіку Авіасан     | 3              | 2002, 2003, 2004 (а також 4 титули до здобуття незалежності Анголи — 1965, 1966, 1967, 1968) |
| Інтер (Луанда)       | 2              | 2007, 2010                                                                                   |
| Прімейру де Маю      | 2              | 1983, 1985                                                                                   |
| Кабушкорп            | 1              | 2013                                                                                         |
| Саграда Есперанса    | 1              | 2005                                                                                         |

## Клуби-учасники
В сезоні 2016 року беруть участь такі клуби:
- Деспортіву 4 де Абріл (Менонге)
- Академіка (Лобіту) (Лобіту, Бенгела)
- Атлетіку Авіасан (Луанда)
- Бенфіка (Луанда)
- Деспортіву (Уїла) (Лубанго, Уїла)
- Інтер (Луанда)
- Кабушкорп (Луанда)
- Петру Атлетіку (Луанда)
- Порцеляна (Каженгу) (Ндалатандо)
- Примейру де Агошту (Луанда)
- Прімейру де Маю (Бенгела)
- Прогрешшу ду Самбізанга (Луанда)
- Прогрешшу да Лунда Сул (Сауримо, Південна Лунда)
- Рекреатіву да Каала (Каала, Уамбо)
- Рекреатіву ду Ліболу (Ліболу, Південна Кванза)
- Саграда Есперанса (Дундо, Північна Лунда)

## Найкращі бомбардири
Найкращими бомбардирами ліги ставали:
| Рік  | Бомбардир                    | Клуб                              | К-ть забитих м'ячів |
| 1979 | Жоау Мачаду                  | Діабуш Вердеш                     | 18                  |
| 1980 | Карлуш Алвеш                 | Примейру де Агошту                | 29                  |
| 1981 | Малука Мала                  | Примейру де Агошту                | 20                  |
| 1982 | Жешуш                        | Петру Атлетіку                    | 21                  |
| 1983 | Малука Мала                  | Примейру де Агошту                | 17                  |
| 1984 | Жешуш                        | Петру Атлетіку                    | 22                  |
| 1985 | Жешуш                        | Петру Атлетіку                    | 19                  |
| 1986 | Тубіа                        | Інтер (Луанда)                    | 20                  |
| 1987 | Маву                         | Ферровіаріу да Уїла               | 20                  |
| 1988 | Мануел                       | Примейру де Агошту                | 16                  |
| 1989 | Андре                        | Дешпортіву да Кука                | 18                  |
| 1990 | Мона                         | Петру Атлетіку                    | 17                  |
| 1991 | Амарал Алеішо                | Саграда Есперанса                 | 23                  |
| 1992 | Амарал Алеішо                | Петру Атлетіку                    | 20                  |
| 1993 | Сержінью                     | Дешпортіву да Ека                 | 14                  |
| 1994 | Патрік Кабонгу               | Атлетіку Петролеуш ду Намібе      | 16                  |
| 1995 | Сержінью                     | Дешпортіву да Ека                 | 19                  |
| 1996 | Сезар Кана                   | Академіка Петролеуш (Лобіту)      | 15                  |
| 1997 | Зе Нелі                      | Атлетіку Петролеуш ду Уамбо       | 12                  |
| 1998 | Бетінью                      | Петру Атлетіку                    | 14                  |
| 1999 | Боеула Локулі                | Примейру де Агошту                | 16                  |
| 2000 | Бланкард                     | Бенфіка (Луанда)                  | 19                  |
| 2001 | Флавіу Амаду                 | Петру Атлетіку                    | 23                  |
| 2002 | Флавіу Амаду                 | Петру Атлетіку                    | 16                  |
| 2003 | Андре                        | Інтер (Луанда)                    | 12                  |
| 2004 | Лав Кабунгула                | Атлетіку Авіасан                  | 17                  |
| 2005 | Лав Кабунгула                | Атлетіку Авіасан                  | 13                  |
| 2006 | Манушу                       | Петру Атлетіку                    | 16                  |
| 2007 | Манушу                       | Петру Атлетіку                    | 14                  |
| 2008 | Жозе Карлуш да Сілва Сантана | Петру Атлетіку                    | 20                  |
| 2009 | Давід Дініш Магаляєш         | Петру Атлетіку                    | 19                  |
| 2010 | Даніел Мпеле Мпеле           | Кабушкорп                         | 14                  |
| 2011 | Лав Кабунгула                | Петру Атлетіку                    | 20                  |
| 2012 | Яну                          | Прогрешшу ду Самбізанга           | 14                  |
| 2013 | Альберт Зе Мейонг            | Кабушкорп                         | 20                  |
| 2014 | Альберт Зе Мейонг            | Кабушкорп                         | 17                  |
| 2015 | Альберт Зе Мейонг Яну        | Кабушкорп Прогрешшу ду Самбізанга | 13                  |

## Премія «Радіо 5»
| сезон | Найкращий гравець                   | Найкращий бомбардир          | Найкращий воротар       | Найкращий тренер   |
| ----- | ----------------------------------- | ---------------------------- | ----------------------- | ------------------ |
| 2013  | Амару                               | Альберт Зе Мейонг            | Жозе Байока             |                    |
| 2012  | Яну                                 | Яну                          | Ланду Маванга           | Зека Амарал        |
| 2011  | Агуіналду Полікарпу Мендеш да Вейга | Лав                          | Угу Маркеш              | Зека Амарал        |
| 2010  | Домінгуш душ Сантуш Фернандеш       | Мпеле Мпеле                  |                         | Альвару Магальяеш  |
| 2009  | Рікарду Жоб Ештевау                 | Давід Дініш Магаляєш         | Анжелу Себастіау Мануел | Бернардіну Педроту |
| 2008  | Лав                                 | Жозе Карлуш да Сілва Сантана | Лусіану Жозе Капоку     | Бернардіну Педроту |
| 2007  | Домінгуш душ Сантуш Фернандеш       | Манушу                       | Хіполіту Маріу Даміау   | Карлуш Можер       |
| 2006  | Аугушту Манеку Віктур               | Манушу                       | Лама                    | Ян Броувер         |
| 2005  | Жамба                               | Лав                          |                         | Олівейра Гонсалвеш |
| 2004  | Ямба Аша                            | Лав                          |                         |                    |
| 2003  | Лав                                 | Андре                        |                         |                    |
| 2001  | Флавіу Амаду                        | Флавіу Амаду                 | Маріту                  | Джалма Кавалканте  |
| 2000  | Капела Мбіяванга                    | Бланкард                     |                         | Джалма Кавалканте  |
| 1999  | Антоніу Мендонса                    | Боуелуа Локулі               |                         | Ндунгуіді          |

## Команди, які раніше виступали у вищому дивізіоні
- Ксангонго ду Кунене;
- Віторія ду Біє;
- Спортінг (Лубанго);
- Спортінг (Луанда);
- Спортінг (Бенгела);
- ФК «Луанда»;
- Навал (Порту Амбоїм)